# Velikopoljska
Velikopoljska ili Velika Poljska (poljski: Wielkopolska, njemački:Großpolen) je zemljopisna kao i povijesna regija u zapadnom dijelu Poljske.
Na terenu Velikopoljske između devetog i desetog soljeća nalazila se teritorija plemena Poljana. U početku ovi tereni su se nazivali Polonia (Polonia), a poslije priključenja Poljskoj daljih područja u 14. i 15 stoljeću ustalilo se ime Polonia Maior (kao kontrast Polonia Minor - Malopoljskoj).
Granice Velikopoljske variraju kroz povijest. Regija se otprilike podudara s današnjim Velikopoljskim vojvodstvom (poljski: Województwo Wielkopolskie), iako su neki dijelovi povijesne Velikopoljske u Kujavsko-pomeranskom, Lodzkom i Lubuskom vojvodstvu. Najveći i najznačajniji grad u regiji je Poznanj.

## Vanjske poveznice
- Informacije o Velikopoljskoj  Arhivirana inačica izvorne stranice od 9. veljače 2018. (Wayback Machine)